# Camptochaete arbuscula
Camptochaete arbuscula là một loài Rêu trong họ Lembophyllaceae. Loài này được (Sm.) Reichardt mô tả khoa học đầu tiên năm 1870.